# Jar of Hearts
"Jar Of Hearts" é o primeiro single da cantora americana Christina Perri. A canção foi lançada no iTunes em 27 julho de 2010, uma semana após sua estréia no So You Think You Can Dance. A canção foi incluída no primeiro EP de Perri, The Ocean Way Sessions e é esperado para aparecer no álbum de estréia Perri, Lovestrong.
A canção foi escrita por Christina Perri, com a escrita adicional por Drew Lawrence e Yeretsian Barrett. Perri buscou inspiração para a canção em uma experiência da vida real com um interesse amoroso que queriam reavivar um relacionamento quebrado. O amigo de Perri, Keltie Colleen introduziu a música para um coreógrafo do So You Think You Can Dance onde ela estreou. Após sua estréia, a canção foi lançada para no iTunes, onde depois de uma semana subiu para o top 20.
No lançamento da canção, foi gerada muita discussão entre os críticos que favoreceram a canção. A canção alcançou uma otima posição nos charts, nos Estados Unidos e no Canadá. A música vendeu um total de 47.500 downloads em sua semana de abertura. Mais tarde, ganhou disco de ouro certificado pela RIAA.

## Performances
Depois de estrear a música no So You Think You Can Dance, Perri voltou aos palcos em 17 de julho de 2010, tocando a música ao vivo, pela primeira vez. Em uma entrevista com a Entertainment Weekly, Perri discutiu seus pensamentos sobre a realização da performance depois de estrear no show, dizendo: "Estou muito nervosa, mas muito animada. É quase como meu primeiro filho, So You Think You Can Dance. Vou fazer o que quer que eu faça. E me apresentar na frente de milhões de pessoas. Estou certo que isto vai ser o maior público que eu já me apresentei ". Perri também cantou a música ao vivo no The Early Show no canal CBS. Em 29 de julho de 2010, Perri também fez a performance no The Tonight Show com Jay Leno, Substituindo Stone Temple Pilots que não pode comparecer para o show a tempo.

## Desempenho nas paradas
| Parada musical (2010)                           | Melhor posição |
| ----------------------------------------------- | -------------- |
| Estados Unidos Billboard Hot 100                | 7              |
| Estados Unidos Billboard Adult Contemporary     | 2              |
| Estados Unidos Billboard Adult Pop Contemporary | 4              |
| Estados Unidos Billboard Latin Pop Contemporary | 3              |
| Estados Unidos Billboard Pop Songs              | 3              |
| Estados Unidos Overall Songs                    | 8              |
| Estados Unidos Pop Songs                        | 5              |
| Estados Unidos Pop Songs                        | 17             |
| Estados Unidos Adult Conteporary                | 15             |
| Estados Unidos US Airplay Top 100               | 10             |
| Canadá Billboard Canadian Hot 100               | 4              |
| Austrália Australia Singles Top 50              | 2              |
| Irlanda Ireland Singles Top 50                  | 2              |
| Portugal Portugal Singles Top 50                | 3              |
| Reino Unido UK Singles Top 75                   | 4              |
| Mundo United World Chart                        | 6              |

### Vendas e certificações
| País           | Certificação | Vendas    |
| -------------- | ------------ | --------- |
| Estados Unidos | 6x Platina   | 6,000,000 |